# Personnages de Shameless (série américaine)
 (janvier 2018).
Si vous disposez d'ouvrages ou d'articles de référence ou si vous connaissez des sites web de qualité traitant du thème abordé ici, merci de compléter l'article en donnant les références utiles à sa vérifiabilité et en les liant à la section « Notes et références ».
 (décembre 2017).
- Si vous ne connaissez pas le sujet, laissez ce bandeau (vous pouvez alors contacter les auteurs).
- Si vous supprimez le contenu mis en cause (vous pouvez préalablement contacter les auteurs),

argumentez précisément cette suppression dans la page de discussion
(un manque de référence n'est pas un argument ; une recherche réelle de référence doit avoir été effectuée, être formellement documentée).
Cet article présente les personnages de la série Shameless (série américaine).

## La famille Gallagher

### Francis «Frank» Gallagher
- Interprété par William H. Macy (saison 1 - saison 11 - 134 épisodes) (VF : Julien Kramer)

Frank Gallagher est le patriarche de la famille, mais irresponsable, égoïste, menteur et peureux. Il vit à Chicago avec sa famille, ses enfants Fiona, Lip, Ian, Debbie, Carl et Liam. Il est alcoolique et toxicomane comme sa femme Monica qui est partie mais revient dans quelques épisodes de la série.
Au début de la série, il vit d'une pension d'invalidité qu'il touche pour avoir été percuté par une carcasse de poulet dans un abattoir. Par la suite, il cherchera toujours à gagner de l'argent sans travailler, et payer son alcoolisme, laissant ses enfants dans le besoin constant. Cependant, il va être licencié économiquement à la suite de la fermeture de la chaîne de magasins. Il va ensuite trouver un bon filon en aidant des sans papiers à traverser la frontière canadienne et récolte de l'argent pour ramener des produits du Canada. Après avoir manqué d'être arrêté, il stoppe cette idée et décide de faire valoir ses droits à la retraite. Comme il n'a pas assez cotisé, il doit payer 23 000 $

### Monica Gallagher
- Interprété par Chloe Webb (invité, saison 1, 2, 5 et 7) (VF : Marie-Christine Robert)

Monica n'a jamais été une mère pour les enfants Gallagher. Elle est partie de la maison lorsque Fiona avait 8 ans lui laissant la lourde tâche d'élever toute seule ses frères et sœurs. Bipolaire et toxicomane, quand Monica réapparaît dans leurs vies, il faut être certain que l'orage va s'abattre sur cette famille. Elle apparaît pour la première fois à la fin de la saison 1, en débarquant avec sa petite amie, afin de récupérer Liam persuadée qu'il n'est pas de Frank. Le test de paternité s'avère finalement positif. Elle tente un temps de reprendre place dans la maison puis repart.
Elle revient au cours de la saison 2, seule, mais toujours atteinte psychologiquement. Elle tente de se suicider dans le salon familial le jour de Thanksgiving ce qui va profondément choquer les enfants, et sera internée dans un centre. Elle s'enfuit alors que Frank et Debbie viennent l'aider pour s'évader, abandonnant encore une fois sa famille.
Elle réapparait dans la saison 5 quand Ian se retrouve à la prison militaire. Il est libéré et s'en va avec elle. Elle l'emmène avec elle rejoindre son petit ami. Ian découvre qu'elle vend de la méthamphétamine et rentre chez lui.
Elle réapparait dans l'épisode 9 de la saison 7. Elle aide Debbie pour récupérer son bébé et essaye de récupérer Frank. Elle annonce à Frank qu'elle va bientôt mourir et qu'elle veut faire un dernier coup pour donner un "héritage" à ses enfants. Ils décident par la suite de se remarier. Elle meurt dans l'épisode 11 de la saison 7.

### Peggy Gallagher
- Interprété par Louise Fletcher (saison 1 - saison 2) (VF : Nicole Favart)

Peggy Gallagher est la mère de Frank Gallagher. Elle sort de prison pour raison médicale, atteinte d'un cancer, il ne lui reste plus beaucoup de temps. Elle traite Frank comme un moins que rien mais semble vouloir être proche de ses petits enfants, surtout de Carl, à qui elle lui apprend à faire de la méthamphétamine. Quand Carl met le feu au sous-sol à cause de la drogue, elle emménage chez Sheila avec qui elle a une relation conflictuelle mais s'améliore plus ou moins vers la fin. Elle décède étouffée par un oreiller tenu par Sheila à sa demande car elle ne supporte plus la douleur.

### Fiona Gallagher
- Interprété par Emmy Rossum (saison 1 - saison 9) (VF : Anne Tilloy)

C'est officiellement l'aînée des enfants Gallagher (21 ans au début de la série, 28 lors de la saison 8).
Avec les problèmes des parents Gallagher, c'est elle qui se retrouve responsable de l'éducation de ses frères et de Debbie. Elle fait de nombreux petits boulots pour subvenir à leurs besoins. Elle a la tête sur les épaules et gère tout le budget familial. Côté cœur, elle rencontre Steve au début de la saison 1, qui lui porte secours lorsqu'elle se fait voler son sac à main. Ils ont une relation houleuse tout au long de la saison, Steve cachant un secret et Fiona tentant de jongler avec les problèmes de sa famille et leur histoire. À la fin de la saison, il lui offre la maison voisine et ils décident d'aménager ensemble à côté. Mais Tony, un policier amoureux de Fiona découvre que Steve est en réalité un voleur. Il lui donne un ultimatum : se rendre à la police et prendre deux ans de prison ou partir et tout abandonner sans dire au revoir à Fiona. Il propose alors à Fiona de s'enfuir avec lui au Costa Rica, mais elle ne parvient pas à quitter sa famille.
Dans la saison 2, elle travaille dans une boîte de nuit. Elle reprend contact avec un ancien béguin de lycée, désormais père et marié, avec qui elle a une relation. Ensuite, elle fréquente Richard un homme riche rencontré au travail. Ensemble ils se rendent à un mariage chic et Fiona a le choc de tomber sur Steve, marié à une Brésilienne. Ils couchent ensemble dans les WC puis finissent par se revoir quand Steve lui apprend que c'est un mariage arrangé. Il vient emménager dans la maison des Gallagher, ignorant que Steve est surveillé par la famille de sa femme qui exige qu'ils restent mariés pour l'immigration. Sa famille est une mafia dangereuse et Steve vit dans la peur. Fiona est épuisée par son job et quitte son poste en boîte de nuit et travaille ensuite comme caissière dans un supermarché. Les services sociaux débarquent sur appel de Frank pour visiter la famille et tombent mal. Ils placent tous les enfants mineurs et Fiona va se battre pour récupérer ses frères et sœurs. Elle découvre que c'est Frank qui est à l'origine de cet appel et décide d'assumer pleinement son rôle en devenant leur tutrice légale, ce à quoi Frank s'oppose fermement. Cependant elle doit trouver un travail stable et un vrai domicile, donc elle falsifie le testament de la vieille tante pour avoir la maison. Elle trouve un travail dans une entreprise qui lui permet d'accéder à la stabilité, à une couverture sociale, mais elle a du mal à s'acclimater à cette culture d'entreprise. Elle ne voit pas qu'en parallèle Steve est en proie à la famille de sa femme. Il lui annonce vouloir reprendre ses études de médecine pour offrir un avenir plus serein à la famille, maintenant que Fiona a la garde des enfants mineurs. Mais peu de temps après, il disparaît sans laisser de trace. Fiona est perdue, mais elle obtient peu de temps après une promotion au travail.
Quelques mois plus tard, elle entame une relation avec son patron Mike. Elle le fréquente quelque temps sans toutefois aller plus loin, voulant prendre son temps. Elle finit par rencontrer sa famille et son frère qui ne la laisse pas indifférente. Elle couche avec lui et s'en veut énormément, mais ne peut pas s'empêcher de recommencer. Lors d'un repas de famille, les choses dégénèrent et Robbie finit par avouer à son frère Mike qu'il couche avec Fiona. Les deux frères la quittent et elle est transférée dans un autre service. Elle fête quelque temps après son anniversaire à la maison. Mais pendant que tous font la fête, personne ne remarque que le petit Liam a ingéré de la drogue laissée par Robbie avant son départ. Lorsqu'ils s'en aperçoivent, tout le monde fonce à l'hôpital. Fiona est alors mise en détention, étant sa tutrice légale. Sa famille la blâme pour son irresponsabilité (notamment Lip) surtout que Liam a du mal à s'en remettre et risque d'avoir des séquelles au cerveau. Fiona étant emprisonnée, il n'y a que Frank qui puisse récupérer le petit donc toute la famille part à sa recherche. Fiona ne dénoncera pas qui a laissé le sachet de cocaïne chez elle. Carl va contacter son ex Mike pour lui demander de payer sa caution. Grâce à lui, Fiona est libérée mais déclarée coupable et ressort avec un bracelet électronique lui imposant des contraintes horaires. Une travailleuse sociale vient inspecter la maison régulièrement. Coincée à la maison, elle ne peut plus travailler ni se rendre aux obligations pour les enfants. Un soir, elle boit un coup avec Vee et Lip les surprend. En colère, il prend Liam et Carl avec lui et Fiona est très malheureuse loin des siens. Elle se retrouve seule et dort dans le lit de Liam. Elle demande à Lip de retrouver sa famille. Au fond du gouffre, elle recontacte Robbie et fait une grosse fête chez lui. Après une virée en voiture, les gens l'abandonnent dans une station service et elle peine à rentrer. Ayant enfreint sa liberté conditionnelle, elle retourne pour un temps en prison à 3h de route du foyer.
Sa conseillère lui trouve un emploi de serveuse dans un diner dont le patron emploie souvent des anciennes détenues. Avec le temps, elle se rapproche beaucoup de lui. Au café, elle rencontre un groupe de rock qui vient souvent et sort avec un des membres, Gus Pfender. Sur un coup de tête, au bout de quelques jours, elle se marie avec lui. C'est à ce moment-là que Steve fait son retour. Fiona est bouleversée et son cœur balance entre les deux hommes. Finalement, fatiguée par la vie proposée par Steve, elle décide de rester avec son mari. Mais leur relation est fragile. Gus part en tournée et Fiona ne sait pas ce qu'il adviendra du couple. Lorsqu'il termine sa tournée, elle est toujours là mais ne se sent pas très bien. Ses sentiments pour Sean (son patron) ont évolué, et elle pense être amoureuse de lui. Le couple se sépare, et Fiona se met officiellement avec Sean. Peu après, il lui donne une place de manager étant donné que son manager s'est fait arrêter par la police. Elle reçoit la visite des parents du petit ami de Debbie qui veulent savoir comment faire pour le bébé. Fiona apprend donc que Debbie est volontairement tombée enceinte et qu'elle veut garder le bébé. Or Fiona veut absolument que Debbie avorte et elle lui prouve son irresponsabilité en lui faisant remarquer qu'elle a oublié un paquet de farine dans le train. Elle envoie sa sœur au dispensaire et de son côté elle se rend à la médecine du travail qui lui apprend qu'elle aussi est enceinte. Elle le dit à Sean mais annonce dans le même temps qu'elle va avorter. Par sympathie, elle va voir Gus à son bar et découvre qu'il lui a écrit une chanson. Il la joue mais les paroles sont humiliantes et Fiona est la risée de la salle. Elle reçoit un avis d'expulsion de la maison, qui appartient encore à leur cousin, mais avec l'aide de Sean elle peut faire un crédit et tenter de racheter leur maison qui va finir aux enchères. Il l'aide à avancer un acompte et lui dit que si elle perd la maison, il lui propose de vivre avec lui. Lors de la vente aux enchères, Fiona et sa famille n'arrivent pas à faire une proposition assez élevée et ils perdent la maison. Elle part vivre chez Sean avec Liam. Finalement, elle parvient à récupérer la maison à condition que Gus signe les papiers du divorce mais celui-ci refuse de lui rendre ce service d'autant plus que Fiona a revendu sa bague de fiançailles pour la maison. Carl qui trafique toujours autant va déterrer un sac rempli de liasse de billets qu'il donne à Fiona en lui demandant de racheter la maison. Fiona a donc racheté la maison mais Carl se prend pour le propriétaire des lieux et fait installer des améliorations pour la maison. Malgré tout, Fiona décide de prendre du recul avec sa famille et vit toujours avec Sean. Les relations avec le fils de celui-ci sont difficiles. Carl avoue à Fiona que son trafic a pris trop d'ampleur et qu'il veut arrêter. Sean l'aide et l'emploie au resto en tant que plongeur, puis va voir les dealers en personne et se fait dépouiller. Plus tard, Sean trouvera une arme appartenant à Carl dans les mains de son fils Will. Cela créera une grande tension dans le couple. Finalement, Sean réussit à retrouver la bague de Gus et la lui rend, puis il demande Fiona en mariage. Frank est très intéressé par le mariage et lui offre le traiteur puis le fleuriste. Mais Fiona trouve louche cet engouement d'autant plus que Frank et Sean ne s'entendent pas. Ils découvrent alors d'où provient l'argent et Frank et Sean se battent violemment. Fiona chasse son père de la maison une fois de plus. Le jour du mariage, Frank arrive complètement soûl. Il s'en prend violemment à tous ses enfants avec des fausses leçons de morale, et balance devant tout le monde (y compris le fils de Sean) que le mari est un drogué à l'héroïne. Fiona est anéantie, Will choqué, et Sean perd la garde. Ils se séparent.
Elle devient alors gérante du diner. Elle découvre que la cafétéria d’à côté fait de la concurrence déloyale au Patsy’s Pies en vendant frauduleusement de l’alcool. Irritée, elle décide d’ouvrir son établissement toutes les nuits. Se lançant dans les affaires, Fiona rachète la laverie d'à côté mais les ennuis pleuvent en cascade : elle est devenue trop vétuste. Obligée d’investir dans de gros travaux de réparation, elle grève son budget. Tout le monde lui vient en aide et elle parvient à restaurer la laverie et à lancer le commerce.
Le quartier prenant du galon, la propriétaire du Patsy’s Pies fait une offre financière très intéressante à la jeune femme : ayant vendu la laverie pour la coquette somme de 160 000 dollars, Fiona retrouve le sourire et achète un immeuble dans lequel vivent déjà certains locataires. Elle rénove un appartement et décide de le louer. Malgré le quartier et l'état de l'immeuble, elle trouve très vite locataire à un prix avantageux. Mais les locataires déjà en place s'avèrent être de mauvais payeurs et elle doit aller réclamer son dû. Dans un 1er temps elle est « gentille » puisqu'elle comprend les difficultés financières des gens. Mais lorsqu'elle se fait prendre pour une idiote par l'une des voisines, elle entame une procédure d'expulsion. Elle se lie d'amitié avec l'une des locataires, Nessa, une lesbienne.
Les affaires se portent bien et elle décide de s'associer avec d'autres promoteurs immobiliers pour acheter un terrain. Mais les retards dans les transactions juridiques retardent son investissement et l'obligent à dépenser plus d'argent, qu'elle n'a pas. La banque lui refusant un nouveau prêt, elle se retrouve contraint de vendre son immeuble. En parallèle de ses soucis financiers, elle découvre que son copain, Ford, un menuisier qu'elle a rencontré, est père de famille et vit encore avec sa femme. C'est ici que commence sa descente aux enfers. Complètement dépassée par la situation elle se met à boire, beaucoup, et finie par être licenciée de son poste de manager. Elle retrouve un emploi de nuit dans une station service, et y rencontre l'un de ses anciens associés, qui lui propose de lui racheter sa part pour 100 000 dollars. Elle donne la moitié, 50 000 dollars, à sa sœur, Debbie, qui gère les dépenses de la maison, et décide de poursuivre sa vie loin de son quartier d'enfance, convaincue qu'elle n'y est pas à sa place. L'ensemble de ses proches la soutient dans sa résolution, y compris Frank, qui, triste, la remercie pour le travail qu'elle a fait. La saison 9 s'achève par un plan de son avion dans le ciel, vu depuis la prison d'Ian, son frère.

### Philip «Lip» Gallagher
- Interprété par Jeremy Allen White (saison 1 - présent) (VF : Thierry D'Armor)

Le 2e enfant Gallagher (16 ans au début de la série).
Surdoué, il utilise ses facultés dans divers boulots lui permettant de gagner de l'argent, en passant le SAT à la place de camarades de classe ou en vendant de l'alcool et de la marijuana (sans restriction d'âge) via un camion de crème glacée protégé contre la police grâce à des outils qu'il a fabriqué lui-même. Lorsqu'il se fait prendre à passer le SAT pour d'autres, il se voit offrir l'occasion d'intégrer une prestigieuse université grâce à une bourse, son intelligence hors normes ayant été remarquée. Proche de son frère Ian, il l'aide à assumer son homosexualité.
Il commence une relation avec Karen, la fille de Sheila et voisine. Leur relation n'est que sexuelle mais pourtant Lip tombe amoureux. Karen trouve cependant un copain, Joddie, dans la saison 2 et Lip en est très affecté. Il découvre ensuite qu'elle est enceinte et pense être le père du bébé. Karen n'en a que faire et compte vendre l'enfant. Finalement, Karen accouche et l'enfant qui naît est un asiatique trisomique. Lip est dévasté et Karen s'enfuit.
Il commence alors à fréquenter Mandy, l'amie d'Ian. Elle tente de l'aider à reprendre les cours pour avoir son diplôme et accéder à la grande université. Ils entament une vraie relation et s'occupent de la petite demi-sœur de Mandy qui est en réalité un garçon que sa mère traite comme une fille. Karen finit par revenir et Lip est toujours amoureux, ce que découvre Mandy. Karen est alors renversée par une voiture et finit dans le coma. Lip est dévasté et comprend que Mandy a créé l'accident. Il rompt avec elle et part au chevet de Karen pour attendre son réveil qui ne se passe pas comme prévu : elle devient un légume. Il reçoit ensuite un courrier disant qu'il est accepté au MIT avec une bourse alors qu'il n'a jamais postulé. C'est Mandy qui l'a fait pour lui.
Il intègre donc la prestigieuse université et trouve un job en cuisine en plus de ses études mais il a des difficultés à assister aux cours et à avoir de bonnes notes. À cause de tout ça, en plus des problèmes de famille, il rate un examen et est convoqué par le Directeur. N'arrivant pas à assumer cette pression, il quitte le campus pour un temps. Il est ensuite interrogé par l'armée concernant sa désertion, en fait celle de son frère Ian qui s’est fait passer pour lui. Lip feint ne pas le connaître mais part à sa recherche accompagné de Debbie. Ils se rendent chez leur mère Monica, où une femme leur indique l'adresse d'un bar homosexuel où travaille Ian. Il rentre ensuite à la maison et découvre ce qui est arrivé à Liam. Il en veut énormément à Fiona pour son manque de responsabilité. Lorsqu'elle est libérée, il préfère prendre avec lui Liam et Carl à la fac. C'est Amanda la copine de son colocataire qui l'aide à s'occuper des petits. À la maison, son père se drogue alors Lip le fiche dehors. Il commence une relation avec Amanda, excellente élève, issue d'une famille riche, qui voit en Lip un moyen de pimenter sa vie. Leur relation dure et il finit avec le temps par rencontrer sa famille. Ayant compris que Lip est issu d'un milieu défavorisé, ils lui proposent 10 000 € pour la quitter. L'été suivant, Lip rentre à la maison pour les vacances et travaille dans un chantier pour se faire de l'argent.
À la rentrée, il rencontre une professeure qu'il séduit et entame une relation. Elle est mariée mais vit dans une relation ouverte. Leur relation dure et Lip commence à avoir des réels sentiments. Mais son ex, Amanda, pirate son téléphone et envoie sur les réseaux sociaux une photo de la prof nue dans le lit de Lip. Il est convoqué par le recteur de la fac pour une confrontation tandis que sa prof ne lui parle plus du tout et l'évite. Lip se fait virer de sa chambre pour vandalisme (la fresque murale que l'on voit sur la photo peinte dans sa chambre en est la cause) mais la jeune secrétaire, Doria, parle à Lip d'une place d'homme à tout faire en échange d'une chambre et de repas dans une sororité. Lip se rend devant la maison d'Hélène pour la supplier de revenir mais elle ne répond pas. Malheureux, il se met à boire tous les jours et se réveille un jour à l'hôpital après un coma éthylique. Il se fait virer de son logement car pendant la soirée, il a uriné sur la moquette, sur des photos et même sur une professeure. De plus, il est convoqué chez les supérieurs pour lui dire qu'il a enfreint leur politique concernant l'alcool et doit faire des séances de groupe sinon il sera renvoyé. Délaissé par son prof référent, il se réfugie encore plus dans l'alcool. Un matin, il intervient durant son cours et ridiculise son professeur qui le vire définitivement. Il casse alors une voiture à coup de batte et se fait poursuivre par des officiers de police. Lip se réveille en garde à vue et rencontre son avocate commise d'office qui lui dit de demander de l'aide à sa famille. Mais finalement c'est le prof de Lip qui a payé sa caution et le récupère en sortant du commissariat. Il décide de l'aider et l'envoie en centre de désintoxication d'alcool. Il n'a toujours pas dit à sa famille qu'il a été viré et attend le mariage de Fiona.
Ayant accompli avec succès sa cure de désintoxication, Lip est désormais déterminé à rester sobre. Grâce à son prof, il se fait embaucher comme stagiaire non rémunéré dans une grosse entreprise, et découvre que son job consiste à servir des cafés. Il rencontre Sierra une serveuse du diner de Fiona et sort avec elle. Il vit la plupart du temps chez elle avec son fils et son frère tétraplégique. Lip a recommencé à boire, et toute la famille lui tombe à nouveau dessus notamment Sierra qui craint pour son fils et décide de le quitter. Il entame alors une cure, et participe aux réunions des AA où il rencontre son parrain Brad qui lui propose de bosser dans son garage auto. Lip se rachète une conduite, travaille, suit ses réunions, court pour oublier l'envie de boire, et tente de reconquérir Sierra mais il la quitte dans le dernier épisode pour le bien de cette dernière.
Dans la saison 9, il rencontre Tami Tamietti, la belle sœur de Brad au mariage de Brad et Camille, avec qui il couche le jour même. Il prend également en charge la nièce d'une des employées du garage où il travaille. Quand la mère de la jeune fille revient, Lip essaye de s'occuper pour ne pas boire. Il retrouve Tami pour le baptême du fils de Brad et rapidement, elle tombe enceinte. Lip ne veut pas qu'elle fasse adopter son enfant.
Dans la saison 10, il devient père d'un petit garçon, Fred, mais Tami a des complications à la suite de l'accouchement. Lip se retrouve alors seul, et sans beaucoup d’aide de ses proches, pour s’occuper du nouveau-né. Tami revient finalement de l’hôpital et subit un baby-blues. Leur relation n’est pas au beau fixe, mais ils tiennent bon. Ils emménagent ensemble avec le petit Fred dans un camping-car qui reste dans l’allée à côté de la maison Gallagher, ce qui ne plaira pas à Tami au début. La famille de Tami leur proposera une maison d’un membre de la famille décédé, à quelques heures de route de Chicago. Tami est ravie, mais Lip n’a aucune envie de partir, et a même peur de retomber dans l’alcool s’il n’a plus sa famille et ses amis à proximité. Le couple est encore sous tension. Au mariage d’Ian et Mickey, Tami lui annonce qu’elle part vivre là-bas avec le petit Fred, avec ou sans lui. Lip craque et reboit de l’alcool.
Dans la saison 11, Tami a changé d’avis et ils vivent dans une maison délabrée, en location, pas loin de la maison Gallagher. Lip fait tous les travaux lui-même pour rénover la maison. Il perdra son travail au garage-moto, lorsque le garage est racheté. Souhaitant être quelqu’un d’intègre, Lip craque et décide de cambrioler le garage avec Brad, aidés par Mickey. Ils volent notamment des motos, des pièces détachées et du matériel divers. Ils décident de demander à Kevin de cacher les motos à l’arrière de son bar. Cependant, la police aura des soupçons et viendra enquêter auprès de lui, mais Lip saura toujours se tirer d’affaire in extremis. Par la suite, le propriétaire de la maison lui fait savoir qu’il souhaite la vendre, et que donc Tami, lui et Fred vont se retrouver sans domicile. Le père de Tami propose de les héberger en attendant, Lip s’y oppose complètement, ce qui fait que lui et Tami seront encore en désaccord. Il a alors l’idée de vendre la maison Gallagher, et de partager les bénéfices avec ses frères et sœurs afin que chacun puisse s’offrir son propre toit, mais Debbie y sera fermement opposée, ce qui provoquera des tensions entre sa sœur et lui. Il y entame tout de même, sans son autorisation, des travaux de rénovation. Il promet à Liam que si la maison Gallagher n’est plus, il pourra venir vivre chez eux, car le petit est inquiet de devenir SDF si la maison est vendue. Il cherche en parallèle un autre travail, et devient livreur de pizzas. Il passe le dernier épisode sur son scooter à livrer ses plats, notamment à des jeunes cadres en costumes dans des entreprises, en observant la vie qu’il aurait pu avoir. Tami lui annonce qu’elle redoute d’être de nouveau enceinte. Ils sont inquiets que ce soit le cas, car ils ont déjà du mal à joindre les deux bouts avec un seul enfant. Ian lui annonce qu’ils seraient prêts, avec Mickey, à adopter son éventuel futur bébé si jamais Tami était bel et bien enceinte. Il rate une occasion de ventre la maison Gallagher à bon prix, en ayant réalisé une mauvaise négociation. Un voisin du quartier lui fait une offre dérisoire pour la racheter, mais elle est bien inférieure à l’autre offre qui lui est passé sous le nez.
La fin ouverte de la série nous laisse dans le doute de savoir si Tami est enceinte, et si Lip va accepter de vendre la maison.

### Ian Gallagher
- Interprété par Cameron Monaghan (saison 1 - présent) (VF : Rémi Caillebot)

Le 3e enfant Gallagher (15 ans au début de la série).
Il participe à des camps d'entrainement proposés par l'armée à l'école et travaille dans une épicerie locale pour se faire de l'argent et participer aux charges du foyer. Il est homosexuel, mais personne n'est au courant au début. Il entretient une relation avec le gérant de l'épicerie dans laquelle il travaille mais ils seront démasqués par Lip, puis découverts par la femme de celui-ci via une caméra de sécurité. Lip découvre qu'il est homosexuel et l'emmène chez Karen pour une fellation qui lui confirme qu'il n'était pas excité, confirmant à Lip qu'il est gay.
Ian se fait draguer par une fille, Mandy, mais repousse ses avances, elle envoie ses frères. Il devra lui avouer qu'il est gay et elle deviendra sa couverture pour que personne ne se doute qu'il est gay. Il aura d'ailleurs une relation amoureuse par la suite avec Mickey, le frère de Mandy, qui refoule son homosexualité.
Il apprendra dans la saison 1 qu'il n'est pas le fils de Frank, mais de Monica et de l'un des frères de Frank. Son deuxième prénom est Clayton. Ian essaie de rentrer à West Point une école militaire réputée. Le père de Mickey n'accepte pas l'homosexualité de son fils et le force à coucher puis à se marier avec une femme, sous peine de se faire tuer. Ian est très malheureux.
Pour changer de vie, il se fait passer pour son frère Lip (majeur) et intègre l'armée. Puis plus personne n'a de ses nouvelles pendant une longue période. Il est retrouvé par Lip et Debbie dans un bar homosexuel où il fait office de stripteaser. Comme il ne veut pas rentrer, c'est Mickey qui va s'y rendre et le convaincre de revenir. Il va venir vivre chez lui mais sera chassé par la femme de Mickey et retournera donc à la maison Gallagher. Mais il continue sa relation avec Mickey qui n'a que faire de sa femme et du bébé. Mais lorsque le père de Mickey rentre, Ian lui demande de faire un choix et Mickey annonce ouvertement qu'il aime Ian.
Seulement petit à petit, le comportement d'Ian change. Il devient euphorique, excité, puis sombre dans une profonde dépression. Mickey avertit la famille qui ne sait plus quoi faire. Un jour, il vole le bébé de Mickey et Svetlana et part en virée en voiture. Ian est attrapé par les flics alors qu'il avait laissé le bébé enfermé seul dans une voiture et au moment de l'arrestation il délire complètement. Lip, Deb et Mickey vont le chercher et le convainquent d’entrer en hôpital psychiatrique. Ils pensent qu'Ian est atteint du même syndrome que sa mère, la bipolarité. Il sort au bout de quelque temps, mais est contraint de prendre un traitement à vie pour se stabiliser. Mickey reste proche de lui et va même tenter de tuer Sami pour la famille. Il sera arrêté par la police et en prison pour 15 ans.
Ian se fait héberger par Lip à la fac où ils font la fête tous les soirs et Ian travaille en tant qu'homme de ménage dans les couloirs de la fac. Il rencontre des pompiers / ambulanciers et se sent attiré par ce métier. Il commence alors une relation avec Caleb. Ian se fait inviter à un mariage dans la famille de Caleb et pense de plus en plus à postuler au concours des pompiers. Il rencontre alors les parents de Caleb au mariage et ils se lâchent sous les yeux des parents de Caleb qui n'approuvent pas. Leur relation dure et ils filent le parfait amour. Ian décide de postuler au concours mais ment sur son internement en psychiatrie afin de pouvoir intégrer l'école. Il réussit et travaille alors avec eux, passionné par son job. Mais finalement son secret est découvert. Il parvient toutefois à garder son poste. Ian pique une crise de jalousie contre son petit ami, Caleb, lorsqu’il découvre que celui-ci a une aventure avec une fille. Caleb se justifie en déclarant que personne n'est 100 % hétéro ou homosexuel. Ian se remet en question, et couche avec une fille mais il déteste ça. Finalement, il rejette la bisexualité de Caleb et ils se séparent. Ian s’ouvre à de nouvelles pratiques sexuelles grâce à sa rencontre avec Trevor, un homme transgenre. Mickey s'échappe de prison et contacte Ian. Il l'embarque avec lui dans sa cavale jusqu'au Mexique. Mais Ian change d'avis et décide que cette vie n'est pas pour lui. Il abandonne Mickey et rentre auprès de Trevor. Forcément, celui-ci ne l'accueille pas et les deux hommes se séparent. Ian est ensuite très affecté par la mort de Monica et n'arrive pas à faire son deuil comme le reste de la famille.
Il s'investit énormément par la suite dans la communauté et principalement le foyer dans lequel Trevor travaille. Il devient même, sans le vouloir, porte parole de la communauté LGBTQ+ et lutte contre les églises qui force les gay à faire des thérapies de conversion. Il sauve par la suite un prêtre qui a cette pratique, la vidéo devient virale et sa popularité monte en flèche et commence à "prêcher" pour la communauté LGBT+. À la fin de la saison 8, il met le feu à un fourgon pour sauver un garçon dont le père voulait le forcer à faire une thérapie de conversion. La police le recherche alors. Il refuse de se rendre et organise une manifestation à la place où il se fait arrêter.
Dans la saison 9, Ian est en détention et fait établir une grève sexuelle dans la prison pour les esclaves sexuels. Fiona annonce à Ian qu'elle va bientôt pouvoir payer sa caution mais il lui demande quelques jours de plus pour pouvoir aider les autres en prison dans leur grève. Il est libéré sous caution, alors qu'il est en train de célébrer des mariages en prison, par des partisans. Le mouvement a pris beaucoup d'ampleur pendant son absence.
Lors du procès, il plaide non coupable pour folie, il est condamné à 2 ans de prison ferme, au lieu de 10 ou 15 s'il avait plaidé coupable. Il y rencontre son partenaire de cellule qui se révèle être Mickey. Heureux, ils s'embrassent. Fiona lui rend visite dans le dernier épisode, on apprend qu'il travaille à l'infirmerie.
Dans la saison 10, Ian est toujours en prison mais avec Mickey, c'est la guerre. Ils ne supportent plus les manies de chacun et veulent faire une pause. Quand Ian reçoit un courrier pour sa libération anticipée, il se pose des questions sur leur avenir. Dans le dernier épisode, il se marie avec Mickey.
Dans la dernière saison, Ian a trouvé un travail de magasinier. Ils vivent, Mickey et lui, à la maison Gallagher, n’ayant pas les moyens d’avoir leur propre appartement. Ils sont en conflit, Ian reprochant à Mickey de ne pas chercher de travail légal. Le père Milkovitch viendra s’installer dans la maison d’à côté, ce qui affolera toute la rue. Il devient paralysé à la suite du coup d’une balle perdue, tiré par Liam. Mickey qui a conscience que son père a été un père abominable, lui porte tout de même assistance, aidé par Ian, pour sa bonne conscience. Ils engagent plusieurs infirmières pour l’assister au quotidien, mais toutes démissionnent au bout de quelques heures, tellement Milkovitch est odieux. La dernière le tuera même, en l’étouffant avec un sac plastique. Ian aide Mickey à s’occuper de la dépouille de son père, et faire les formalités. Ian et Mickey se rendent compte qu’ils n’ont pas d’amis, et tentent de faire des rencontres amicales avec  d’autres couples gay, mais sans succès. Ils emménagent ensuite dans une belle résidence avec piscine, dans les quartiers ouest. Ian est ravi, mais Mickey est nostalgique des quartiers sud, des sirènes de police et de l’insécurité. Dans le dernier épisode, Ian fait savoir à Mickey qu’il souhaite devenir papa un jour. Mickey n’a pas confiance en lui pour ce rôle, car son père a été violent et humiliant envers lui durant toute sa vie, et Mickey a peur de reproduire  cela. Ian le rassure. Puis quand Lip lui annonce que Tami est peut être enceinte, et que ce n’est pas une bonne nouvelle d’avoir une bouche de plus à nourrir, Ian lui avoue qu’ils seraient prêts à adopter l’enfant. La série se finit à l’Alibi, où Mickey fait la surprise à Ian d’une fête pour leur premier anniversaire de mariage.

### Deborah «Debbie» Gallagher
- Interprété par Emma Kenney (saison 1 - présent) (VF : Kelly Marot)

Deborah « Debbie » Gallagher - (11 ans au début de la série). C'est une petite fille innocente qui n'a pas la même expérience de ses parents que ses frères et sœurs. Elle se rend utile pour ses proches et a bon cœur. Elle est prête à amener son petit frère à l'école pour un spectacle et l'applaudir quand il n'y a personne d'autre pour le regarder, placer un oreiller sous la tête de son père quand il comate par terre. Elle est d'ailleurs celle qui a le plus de compassion pour lui.
Pour ramener de l'argent, elle recueillir des fonds pour des œuvres de charité — en ne gardant qu'une partie de l'argent pour elle-même. Malgré ses nombreux frères et sœur, elle se sent seul. Elle vole d'ailleurs un bébé et ne comprend pas le mal qu'elle a fait, signe de son innocence.
Puis elle arrive en pleine crise d'adolescence et devient caractérielle. Elle s'intéresse beaucoup aux garçons et veut rapidement perdre sa virginité. Elle fréquente des filles qui ont déjà perdu leur virginité dont une déjà enceinte à 14 ans. Elle a un premier vrai copain dans la saison 4, beaucoup plus âgé qu'elle. Quand il découvrira son âge, il lui proposera d'être amis, ce que Debbie prendra mal. Elle se vengera sur sa nouvelle petite amie, mai celle-ci se vengera à son tour. Debbie devient une paria dans son école. Toutes ont déjà couché, certaines sont mères. Quand un garçon s'intéresse à elle, elle fonce tout de suite. C'est un piège de la nouvelle petite amie qui publie des photos dénudées d'elle, le garçon est en réalité son demi-frère.
Lors d'une fête, elle invite le petit ami plus vieux. Alors qu'il est saoul, elle profite pour coucher avec lui. Par la suite, il lui dit ne plus jamais vouloir la voir car ce qu'elle a fait est un viol, ce qu'elle ne comprend pas tout de suite.
À la suite d'une bagarre, elle s'inscrit dans une salle de boxe où elle rencontre Derek, un lycéen. Ils sortent ensemble et elle se met en tête d'avoir un bébé à tout juste 15 ans au grand désespoir de Fiona. Elle réussit à tomber enceinte de son petit ami Derek à son insu, et ment à Fiona sur sa grossesse. Mais les parents de Derek viennent voir Fiona pour parler du bébé, et elle apprend donc que Debbie lui a menti sur sa grossesse. Comme sa sœur veut qu'elle avorte, la jugeant irresponsable, elle prend un paquet de farine pour s'en occuper comme un bébé et prouver à Fiona qu'elle peut arriver à garder un bébé toute une journée. Mais Debbie finit par oublier son paquet de farine dans le train en rentrant chez elle. Fiona lui tombe dessus et l'oblige à aller au dispensaire mais Debbie refuse toujours.
Finalement, c'est avec Frank qu'elle aura sa première échographie. Il essaie de lui trouver un travail pour élever son bébé et tente de la marier à un homme mourant. Debbie est finalement embauchée dans une famille en tant que nounou et aide ménagère pour aider la mère atteinte d'un cancer, dans l'espoir de Frank qu'elle se marie par la suite avec le mari après le décès de sa femme. Mais sa présence embête peu à peu le père de famille. Cependant, ce travail lui permet d'avoir un toit, la maison ayant été perdue. Seulement la femme commence à développer une attirance envers Debbie et celle-ci se sent obligée d'accepter pour garder un toit. Un peu déroutée à l'idée d'avoir une relation avec une femme, elle est tout de même prête à le faire, demandant des conseils à son frère, Carl. Pile à ce moment, elle apprend qu'ils ont récupéré la maison et démissionne dans la seconde.
À la maison, la relation avec Fiona qui refuse la grossesse est toujours tendue, alors elle part avec son père et Queen, la mère de Sami, dans un village de hippie pour accoucher là-bas. Finalement, un peu effrayée, elle supplie Frank de rentrer à la maison. Quand ils rentrent, il se fait enlever par un gang à qui il doit de l'argent et Debbie rentre seule sur le point d'accoucher. Elle accouche sur la table où sont nés tous les Gallagher, d'une petite fille Frances "Franny" en honneur à Frank dans la saison 6.
La vie de jeune maman est compliquée pour Debbie, elle se sent vite débordée mais refuse l'aide de quiconque au début. Elle veut faire ça seule et prouver à Fiona qu'elle en est capable. À la maison, tout le monde devient fou parce que le bébé n'arrête pas de pleurer. N'acceptant pas l'idée d'élever sa petite Franny dans la pauvreté, elle se tourne vers des solutions illégales pour pallier ses problèmes d’argent. Debbie s’est donc lancée dans un juteux trafic de poussettes qu’elle dérobe quotidiennement au square, d'autant plus que Fiona ne lui fait pas de cadeau et refuse de payer pour le bébé, voulant que Debbie trouve un travail et se débrouille seule.
Soucieuse de résoudre à la fois ses problèmes d’argent et d’hébergement, Debbie emménage chez Neil, un paraplégique au grand cœur, et sa sœur Sierra, une serveuse du diner de Fiona. Lip ayant débuté une liaison avec Sierra, il met en péril l’équilibre précaire du foyer, d’autant que Debbie n’apprécie pas Sierra. Afin d’échapper aux services sociaux qui menacent de lui retirer la garde de sa fille après qu'elle a été filmée en train de frapper une SDF, Debbie propose le mariage à Neil. Finalement, les parents de Derek ayant vu la vidéo volent l'enfant à Debbie. Désespérée, elle campe nuit et jour dans le jardin. Contre toute attente, c'est sa mère, Monica, revenue à Chicago, qui va l'aider à récupérer la petite en faisant peur à la famille.
Fiona l'embauche dans sa laverie mais elle la revend rapidement. Finalement, Debbie décide de se trouver une orientation professionnelle et entame une formation en apprentissage de soudure. Elle travaille aussi comme gardienne de parking. Elle rencontre des nouveaux amis de tous âges dans son centre de formation avec qui elle se lie, au détriment de Neil.
Dans la saison 8, Neil la quitte pour sa nouvelle infirmière quand il comprend qu'elle ne l'aime pas et qu'elle n'est là que pour son argent. Elle rend service à Fiona avec ses locataires grâce à sa formation dans la soudure. Dans l'épisode 8, elle panique à l'idée d'être de nouveau enceinte, elle ne peut pas gérer deux bébés. Elle recueille par la suite un chien "Toto", qui aboie dès qu'il sent de la drogue. C'est par ce moyen que Debbie va se faire de l'argent et pouvoir payer sa formation de deuxième année de soudure.
Elle fait quelques travaux au noir mais lors de l'un d'eux, elle se blesse au pied et perd trois orteils. L'opération étant trop chère, elle demande à Liam de lui couper les orteils mais il s'évanouit. C'est Frank qui le fait alors.
Dans la saison 9, elle se rend compte qu'elle est payée moins que ses collèges hommes parce qu'elle passe trop de temps aux toilettes (24 minutes). Par la suite, elle fréquente une fille soudeuse, s'interrogeant sur sa sexualité. Ensuite, elle tombe amoureuse de la petite amie de Carl, Kelly.
Au fil de la saison, elle prend peu à peu la place de chef de famille, remplaçant Fiona, en gérant le foyer et les finances.
Dans la saison 10, après le départ de Fiona, elle devient officiellement maîtresse de maison, et trésorière. Elle se montre souvent très tyrannique dans ce rôle, bien plus coriace que Fiona ne l’a jamais été. Elle se lance dans l’achat de vêtements et d’accessoires de luxe, qu’elle stocke dans un box, et rend à la fin du premier mois d’achat, sans avoir enlevé l’étiquette, afin d’être remboursée. Mais Frank et son nouveau meilleur copain découvrent son entrepôt et font tomber son « trafic » à l’eau. Au supermarché, Debbie rencontre une ancienne camarade de classe, qui en est déjà à son 3e ou 4e enfant, et qui la persuade d’exiger une pension alimentaire de Derek, le père de Franny. Debbie va sonner chez lui, et apprend par Peppa, sa nouvelle femme, que Derek vient de mourir. Elle peut prétendre à un dédommagement financier de l’armée, car Derek était un militaire mort en manœuvre, et que Franny compte parmi ses enfants. Elle fera la demande, mais Peppa exigera en échange de partager la garde de Franny, non par affection pour Franny, mais pour embêter Debbie. Cette dernière ira « emprunter » une petite fille rousse dans un foyer, qu’elle fera passer pour Franny, lui demandant d’être odieuse avec Peppa et de saccager sa maison. Peppa revient en fureur, signifiant à Debbie de ne plus jamais faire parler d’elle ni de sa fille. Debbie touchera l’argent et pour fêter sa victoire, ira boire un verre dans un bar chic du centre-ville avec sa copine qui l’a convaincu de faire tout cela. Elle y rencontre Claudia, une femme d’affaires riche d’une quarantaine d’années. Elles vont passer la nuit ensemble mais il y aura quiproquo, Claudia croira que Debbie est une prostituée. Les deux femmes s’expliquent et entament une relation, Claudia couvre Debbie de cadeaux. Tout bascule quand elle rencontre Julia, la fille adolescente de Claudia, en pleine rébellion contre sa mère. Debbie couchera également avec Julia, en cachette, mais le regrettera très vite, car elle se rend compte qu’elle s’est mise dans une situation très délicate dont elle aura du mal à sortir. Lorsque la vérité éclate, Debbie perd à la fois Claudia et Julia. Elle sera aussi poursuivie en justice, car Julia était mineure. Cela lui vaudra de porter un bracelet électronique et d’avoir la réputation de délinquante sexuelle. Juste après, Debbie commence une relation avec Sandy, la cousine de Mickey, et se met à son compte pour devenir « femme à tout faire ». Les choses se passent bien, la relation avec Sandy commence à durer, mais elle apprendra que Sandy est en fait mariée à un homme, et mère d’un petit garçon qu’elle a complètement délaissé. Sandy s’explique : elle s’est mariée très jeune avec le premier venu pour espérer sortir de son milieu social, et ne s’occupe pas de son fils car elle ne désirait et n’assumait pas cette maternité. Debbie décide de la quitter, lui signifiant qu’elle ne peut pas vivre avec quelqu’un qui a des valeurs familiales aussi faibles. Parallèlement, elle est en conflit avec son frère Lip qui voudrait vendre la maison familiale pour que chacun ait un peu d’argent pour construire sa propre vie, ce à quoi Debbie est fermement opposée. La vérité, c’est qu’elle a très peur de vivre seule, bien que Franny sera avec elle. Elle broie aussi du noir car elle n’a jamais réussi à faire vivre une vie de couple avec quiconque, et rejette la faute sur l’instabilité émotionnelle de ses parents. Elle rencontre Heidi, une bandite avec un lourd casier judiciaire, qui lui propose de fuir avec elle au Texas, avec Franny. La fin ouverte de la série ne dit pas ce qu'il fera.

### Carl Gallagher
- Interprété par Ethan Cutkosky (saison 1 à 11) (VF : Hélène Bizot) (saison 1 à 4) puis (VF : Lionel Cecilio) (saison 5 à 11)

Carl a 9 ans au début de la série. Il partage une chambre avec ses frères plus âgés Lip et Ian, qui ne partagent pas leurs secrets avec lui. Carl est un élève difficile, il frappe ses camarades et apporte des animaux errants chez lui pour les tuer. Il s'entend bien avec son père et se prête à toutes ses idées farfelues.
Dans la saison 4, jeune ado, Carl rencontre une fille, Bonnie, qui a les mêmes goûts que lui pour la violence et les bêtises. Leur relation se renforce avec le temps. Mais Bonnie étant issue d'une famille nomade, elle quitte la ville du jour au lendemain. Carl va ensuite plonger dans la délinquance et va commettre plusieurs délits. Il commence à dealer de la drogue, et se trompe souvent avec les doses et les prix. Un jour il doit emmener une grande dose de drogue à Flint, Michigan. Pour ne pas se faire prendre, il décide de scotcher la drogue sur son neveu Chuckie (sur idée de Frank) et de l'emmener avec lui, pensant que les policiers ne le contrôleraient pas en voyant son air d'enfant retardé. Malheureusement, dans la gare routière se trouvent des chiens qui sentent la drogue. Chuckie est emmené, mais Carl s'en sort en rentre chez lui. Il craint la réaction de Sammy, la mère de Chuckie. Cette dernière dénonce Carl à la police. Malgré tous les efforts de Fiona pour essayer de minimiser la peine de Carl, ce dernier s'entête et prend pour la peine maximale, à savoir un an en centre de détention juvénile. N'ayant pas balancé G-Dogg, le dealer pour qui il travaille, il acquiert la protection de ses associés, et devient extrêmement populaire en prison. Lorsqu'il sort, il se lie d'amitié avec Nick, son collègue de cellule, un grand black qui parle peu à qui il propose de venir dormir chez lui. Il commence un trafic d'armes à l'école.
Il rencontre à l'école une fille qu'il aime bien, Dominique, et passe son temps à la draguer et à frimer avec son argent, en lui achetant des cadeaux hors de prix pour l'impressionner, comme du vison rose, alors qu'elle reste indifférente à ses avances. Lorsque la maison est vendue, Carl vit à l'hôtel avec Nick avec l'argent de son trafic. Un jour, Carl et son ami, repèrent un jeune qui a volé leur vélo quelques jours auparavant mais décident de le laisser tranquille. Un peu plus tard, l'ami de Carl prend la voiture que Carl a achetée à la suite du vol de vélo et va à la maison du jeune qui lui a volé son vélo, il le tue et se fait arrêter. Carl voie le cadavre juste avant l'arrivée des flics, et en reste traumatisé. Il va déterrer un sac rempli de liasse de billets qu'il donne à Fiona en lui demandant de racheter la maison. Fiona a racheté la maison mais Carl se prend pour le propriétaire des lieux et fait installer des améliorations pour la maison. Fiona est abasourdie du comportement de Carl et elle demande des nouvelles de Nick, sans réponse. Alors que Carl pensait pouvoir arrêter le trafic de drogue sans embûche, un associé de G-Dogg vient lui demander d'effectuer une livraison. Il refuse, et se fait frapper puis menacer. Il se confie à Frank qui assurera la livraison à sa place.
Carl avoue à Fiona le crime commis par Nick et sa crainte de continuer le trafic. Il est alors embauché au restaurant pour faire la plonge, et Sean, le fiancé de Fiona l'accompagne voir G-Dogg pour l'aider à se sortir du trafic de drogue. Dominique commence à s'intéresser à Carl, avouant qu'il lui plaît davantage lorsqu'il ne joue pas les caïds. Ils commencent une relation et il rencontre le papa flic surprotecteur de sa copine. Il passe du temps avec lui et l'aide une fois à arrêter un délinquant. Lorsque la relation devient plus sérieuse, sa copine lui dit qu'elle ne veut pas lui faire de fellation car il n'est pas circoncis. Il se fait donc opérer et attend patiemment le moment de passer à l'acte. Le père de sa petite amie débarque alors avec fracas chez les Gallagher, accusant le jeune homme d’avoir contaminé sa fille avec une MST. Ils découvrent ainsi qu'elle trompait Carl. Il la quitte et reste proche du père. Enchanté par l’idée d’intégrer une école militaire, Carl voit ses espoirs douchés en raison des quotas réservés aux minorités ethniques.
Finalement, c'est grâce à ses relations avec le père de Dominique qu'il intègre l'armée. Élève assidu, Carl ne déroge pas aux règles de l'armée lorsqu'il rentre à la maison : sport, réveil à 5h30, gros petit-déjeuner et drapeau américain. Mais en parallèle, il conserve ses petites activités et se charge de vendre la drogue léguée par Monica pour ses frères et sœurs. Avec l'argent, il en profite pour acheter un jacuzzi qu'il dispose dans le jardin familial et qu'il devra rendre quand l'associé de Monica revient récupérer la drogue.
Quand il apprend qu'un ancien vétéran s'est fait voler ses médailles, il se met en tête de capturer le voleur. Il l'attrape avec un piège à ours, drogué, il l'enferme au sous-sol où il le force à se désintoxiquer et le libère quand il est sevré. Ensuite, il apprend qu'il n'est plus boursier pour l'école militaire et doit payer 12 000 $. Quand l'ancien drogué ramène sa petite amie et paye Carl pour la sevrer, il monte un "centre" de désintoxication pour se faire de l'argent. C'est comme ça qu'il rencontre Kassidy qui deviendra sa petite amie. La jeune fille est paniquée par le proche départ de Carl pour l'école militaire, il lui offre une bague de promesse, ce qu'elle prend pour une demande en mariage. Elle est pressée de se marier alors que lui non. Quand il lui avoue dans la nuit vouloir attendre d'être sûr, elle met en scène un suicide le lendemain pour le convaincre de se marier. Il commence à déchanter quand elle veut l'empêcher de partir à l'école militaire et encore plus quand elle l'attache au lit pour l'en empêcher. Le lendemain matin, il se réveille détaché et s'enfuit de la maison encore en caleçon. Il part sans lui dire.
De retour de l'école militaire, il envisage d'entrer à Westpoint. Il rencontre Kelly qui est fille de militaire. Elle sort avec Carl et passe tout son temps chez les Gallagher et plus particulièrement avec Debbie, ce qui crée des frictions entre Carl et Debbie, car Carl est persuadé que Debbie est amoureuse de Kelly. Le climat se dégrade quand il apprend ne pas avoir été retenu pour Westpoint. À la fin de la saison, il se remet avec Kelly.
Au début de la saison 10, il est diplômé de l'école militaire, mais ne pourra jamais intégrer l'armée, car il a été radié de l’armée pour mauvaise conduite à l’école. Il retourne travailler au fast-food où il avait déjà travaillé l’été précédent. Il se fait ouvertement draguer par sa patronne, qui a plus du double de son âge. Mais lui craque pour sa jeune collègue mexicaine, Anne, dont la famille est menacée d’expulsion et mêlée à des trafics de cigarettes électroniques. Il propose de les héberger, sa famille et elle, à la maison Gallagher, pour dépanner. Il les aide aussi quand leur trafic de cigarettes électroniques tourne au vinaigre. Mais la relation entre lui et Anne ne va jamais se concrétiser, même s’ils s’embrasseront avant le départ de cette dernière de leur maison. Carl décide de devenir policier, plein d’ambitions. Mais ses premières patrouilles ne se passent pas comme il l’aurait souhaité. On le met en observation avec un flic chevronné, mais ce dernier passe la journée à rouler tranquillement en voiture, faisant semblant de ne pas voir les faits qui devraient donner lieu à des interventions, et ne pensant qu’à sa pause déjeuner à venir. Après, il est avec une flic qui est toute l’inverse : injuste, usant d’abus de pouvoir et dans l’autoritarisme, qui n’hésite pas à humilier très injustement et violemment les gens qu’elle arrête. Aucun des deux ne donne l’image à Carl du flic qu’il espère devenir, rêvant d’être un justicier, surtout auprès des plus démunis. Il va alors s’en prendre à un homme riche et influent, garé en double file, et qui menace ses locataires pauvres d’expulsion. Sa hiérarchie va le rappeler à l’ordre, qu’il ne faut pas s’en prendre à ce genre de personnes, et le mettre au placard. Carl passera ses journées à mettre des amendes de stationnement. Il ne s’épanouit pas du tout, ses rêves de flic justicier étant loin de lui, mais fait quand même correctement son travail. Il croisera, en travaillant, une fille avec qui il avait eu un rapport non protégé des mois avant, qui a un imposant « baby bump ». Il lui demande si l’enfant est de lui, la jeune fille va lui sourire et lui dire de ne pas se mêler de cette histoire.
À la fin de la série, Carl est à l’Alibi, pour fêter l’anniversaire de mariage d’Ian et Mickey, avec son collègue « mou » avec qui il avait fait ses premières patrouilles. Bien qu’ils n’aient pas la même vision du métier de flic, Carl et lui ont beaucoup d’affection l’un pour l’autre. Alors que Kevin et Vee sont sur le point de vendre le bar, son ami flic lui propose de racheter ensemble l’Alibi et de s’associer. Carl hésite.

### Liam Gallagher
- Interprété par Brennan Kane Johnson et Blake Alexander Johnson (saison 1) puis Brandon Sims et Brenden Sims (saison 2 - saison 7), puis Christian Isaiah (saison 8 - présent)

C'est le plus jeune des enfants Gallagher, il est encore un bébé lorsque la série commence. Il est métis mais est pourtant bien le fils biologique de Frank et Monica, on l'apprend lors d'un épisode de la saison 1 quand Monica revient pour la première fois avec sa partenaire Roberta pour « reprendre » Liam et en faire leur fils.
Il a frôlé la mort quand il est tombé sur la cocaïne de Fiona et a failli être enlevé au foyer.
Dans la saison 7, Liam intègre une prestigieuse école privée grâce aux ruses de son père. Les enseignants se servent de lui pour montrer la diversité raciale dont fait preuve l'école aux parents « potentiels » et du coup il passe plus de temps dans la cour à être montré qu'à travailler. Il se lie d'amitié avec ses autres camarades.
Dans la saison 8, il est le plus proche de Frank. Dans le dernier épisode, on apprend qu'il fait des crises de somnambulisme. Frank lui demande le code de sécurité de la maison de son ami riche, au dernier moment il lui donne un faux code.
Dans la saison 9, Liam essaie de se faire de l'argent pour payer les charges du foyer. Il essaie de se détacher de sa famille, il part dormir chez un ami.Il veut découvrir ses racines.
Il découvrira alors qu’une famille de noirs de la rue sont en fait de la famille éloignée des Gallagher. Il ira à leur rencontre, mais ces gens détestent les Gallagher, car Frank et Monica les ont arnaqué dans le passé. Le neveu de la propriétaire de la maison le prendra sous son aile quelque temps. 
Liam continue de se rapprocher de Frank, et à l’accompagner régulièrement dans ses « tarifs et manigances ». Il est toujours très réfléchi, bon élève à l’école et curieux de se cultiver. Il prend peur quand le père Milkovitch s’installe dans la maison d’à côté, avec une bande de jeunes type « groupuscule d’extrême droite ». Liam a très peur d’être victime de racisme et d’être agressé. Il tente d’aider Kevin et Frank à les déloger, mais sans succès. Il confie sa peur à son frère Carl, qui lui prêtera un flingue pour se défendre. Liam tirera en l’air avec ce flingue, mais la balle va ricocher et toucher Milkovitch, ce qui le rendra paralysé. Liam culpabilisera malgré tout, et se confiera à Carl, qui lui dira que ce n’est absolument pas grave, car Milkovitch est un « sale type ». Il est auprès de Frank quand celui-ci est diagnostiqué de démence sénile, prend soin de lui, et a conscience qu’il ne pourra plus profiter de son père très longtemps, ce qui l’attriste. Lorsque Lip veut vendre la maison Gallagher, en opposition à Debbie qui souhaite garder la maison, Liam se range du côté de Debbie, de peur de devenir SDF, car il pressent qu’il n’aura plus de parent d’ici-là. Lip lui propose cependant de venir vivre avec Tami et lui, ce qui soulage Liam.
Dans le dernier épisode, il cherche Frank partout, et est le seul à se soucier de sa disparition, la famille ne sachant pas que Frank est mourant à l’hôpital. Lorsque celui-ci meurt et vient hanter l’Alibi, à l’anniversaire de mariage d’Ian et Mikey, Liam est mélancolique de ne pas voir Frank, il jette même un regard sur le tabouret vide où se trouve le fantôme de Frank. Celui-ci, dans sa lettre d’adieu, que personne n’a lu encore, énonce que Liam est « la prunelle de ses yeux ».

### Frances Harriet «Franny» Gallagher
- (saison 6 - présent)

Franny est l'enfant de Debbie Gallagher et Derek Delgado et sa naissance eu lieu dans la sixième saison dans la cuisine de la maison Gallagher. Derek étant parti vivre à l'étranger après avoir appris la grossesse de Debbie, cette dernière dû s'occuper de sa fille toute seule.
Dans la saison 8, Derek apparait le temps d'un épisode et rencontre Franny. Il revient à la fin du dernier épisode pour l'anniversaire de sa grand-mère.
Dans l'épisode 4 de la saison 10, on apprendra que son père est mort.
Dans la saison 11, sa maman Debbie est déçue car Franny fait ressortir un côté « garçon manqué » alors que Debbie espérait une complicité très « girly - princesse » avec sa fille. Elle passe au du bon temps avec Frank, qui était censé l’amener à l’école, mais a préféré l’emmener avec lui pour lui faire « l’école de la vie » à la Frank, dans la rue. Frank se fera même tatouer qu’il aime Franny. Lorsque Debbie les retrouvera, elle sera furieuse contre Frank. Debbie, après, se demande si elle ne va pas suivre son flirt du moment, Heidi, au Texas, en emmenant Franny avec elle. Ce serait cependant une vie clandestine dans la délinquance qui les attendrait, car Heidi a un lourd casier judiciaire.

## La famille Fisher & Ball

### Carol Fisher
- Interprété par Vanessa Bell Calloway (saison 1-6) (VF : Véronique Borgias)

Carol est la mère de Veronica « Vee » et de l'enfant de Kev et elle-même, mais également la grand-mère d'Emmy et Jemma (les jumelles de Kev et Vee) : sa fille et son gendre ont fait appel à elle afin de faire un enfant avec Kev du fait que Veronica ne puisse pas en avoir. Carol finit par tomber enceinte, mais Vee tombe également enceinte de triplés. La donne a changé et elle demande à sa mère d'avorter ne pouvant pas s'occuper de quatre enfants. Carol refuse et quand elle accouche, Kev et Vee décident de lui laisser l'enfant.

### Veronica «Vee» Fisher
- Interprété par Shanola Hampton (saison 1 - présent) (VF : Ilana Castro)

Veronica est la compagne de Kev et la fille de Carol. Ancienne infirmière, licenciée pour avoir volé du matériel médical pour le revendre, elle a des connaissances médicales et soigne les petites blessures de chacun. C'est la voisine des Gallagher et elle est très proche de la famille. Dans la saison 1, elle et son compagnon décident de devenir famille d'accueil pour gagner de l'argent. Ils accueillent une jeune fille de 13 ans provenant d'une secte mormone, elle-même déjà mère. Celle-ci finira par s'enfuir avec l'argent de la drogue de Kev.
Vee va ensuite travailler dans une boîte de nuit avec Fiona, conduire des personnes âgées etc. Lorsque le patron du bar où travaille Kev décède, elle apprend qu'il lui a légué son bar et devient la gérante. En parallèle, elle et Kev essaient en vain d'avoir un enfant. Elle se tourne alors vers sa mère pour lui demander de devenir mere porteuse. Lorsque celle-ci tombe finalement enceinte, Vee apprend qu'elle est aussi enceinte de triplés. Seulement, le bar a de mauvais comptes. Ne pouvant élever quatre enfants, Vee demande à sa mère d'avorter. Finalement, elle perdra un fœtus et donnera naissance à des jumelles. Sa mère ne voulant avorter, elle l'autorise à garder l'enfant comme le sien. Puis les choses vont mal aller avec Kev et ils vont un temps se séparer. Bien vite, ils se retrouvent. Devant les difficultés à faire tourner le bar, ils demandent conseil à Svetlana, la femme de Mickey. Petit à petit, Svet intègre le bar et gère les comptes avec eux ce qui relance le bar. Menacée d'expulsion et ne voulant pas la perdre, Vee décide de l'épouser pour qu'elle puisse rester aux États-Unis. Kevin subit alors un contrôle de l'immigration et fait croire qu'il dort sur le canapé alors que Veronica dort avec Svetlana. Les deux filles jouent très bien le jeu et le couple décide finalement d'inclure aussi Svet dans leur vie. Ils commencent donc un ménage à trois. À court d’argent, Kev et ses deux femmes, Veronica et Svetlana, mettent en place un service de ménage topless pour arrondir leurs fins de mois. Mais la tension monte et les crises de jalousie se multiplient. C'est alors que le couple découvre que Svetlana les a eus : elle n'a pas fait signer un contrat de mariage, mais un contrat de vente du bar. Elle en est désormais la propriétaire. Alors que Kev cherche un job de barman pour subvenir aux besoins de la famille, Veronica pendant ce temps va tout mettre en œuvre pour récupérer son bar. Elle a une idée et dénonce la nouvelle propriétaire à la police de l'immigration.

### Marty Fisher
- Interprété par Anthony Anderson (invité)

Marty est le fils de Carol et le frère de Veronica. Il est atteint du syndrome de la Tourette et s'évade de prison afin de participer au mariage de sa sœur. Il est pyromane et n'hésite pas à menacer de brûler la robe de mariage de sa sœur quand elle dit vouloir le ramener en prison.

### Kevin «Kev» Ball
- Interprété par Steve Howey (saison 1 - présent) (VF : Olivier Augrond)

Kev est le compagnon de Veronica et l'heureux papa de jumelles, Emmy et Jemma. Il a eu également un autre enfant avec la mère de Veronica lorsqu'ils croyaient que celle-ci ne pouvait pas avoir d'enfants. Avant d'être avec Vee, il a été marié mais n'a jamais daigné divorcer de son ex. Il est serveur au bar « L'Alibi », petit bar de quartier qui sert de repère à tous les alcooliques du coin. Il hérite de l'Alibi à la mort de Stan, le patron, mais les comptes sont déficitaires. Kev ouvre une maison close dans son bar, dans l'ancien appartement de Stan mais il se fait voler l'argent par des cambrioleurs. Puis les choses vont mal aller avec Vee et ils vont un temps se séparer. Bien vite, ils se retrouvent. Devant les difficultés à faire tourner le bar, ils demandent conseil à Svetlana, la femme de Mickey. Kev s'en veut d'avoir trafiqué les câbles de la moto de son voisin Yanis qui fait tout le temps du bruit et ennuie tout le voisinage. Il lui avoue tout mais Yanis, devenu paralysé, veut se venger et retourne les cocktails Molotov contre Kev. Seulement il se brûle lui-même et Kev a la vie sauve. Petit à petit, Svet intègre le bar et gère les comptes avec eux ce qui relance le bar. Menacée d'expulsion et ne voulant pas la perdre, Vee décide de l'épouser pour qu'elle puisse rester aux États-Unis (Kevin ne pouvant pas le faire, étant déjà marié). Kevin subit alors un contrôle de l'immigration et fait croire qu'il dort sur le canapé alors que Veronica dort avec Svetlana. Les deux filles jouent très bien le jeu et le couple décide finalement d'inclure aussi Svet dans leur vie. Ils commencent donc un ménage à trois. À court d’argent, Kev et ses deux femmes, Veronica et Svetlana, mettent en place un service de ménage topless pour arrondir leurs fins de mois. C'est alors que le couple découvre que Svetlana les a eus : elle n'a pas fait signer un contrat de mariage, mais un contrat de vente du bar. Elle en est désormais la propriétaire. Kev cherche un boulot de barman pour subvenir aux besoins de la famille. Il commence à s'inquiéter après avoir découvert qu'il avait des nodules sous le sein droit et doit subir une biopsie. Il participe à un groupe de soutien pour cancéreux et tente de se tenir prêt pour son opération. Lorsqu'il découvre que sa tumeur est bénigne, celui-ci devient obsédé par sa santé et en faisant des recherches sur sa génétique, il découvre qu'il vient d'une communauté consanguine du Kentucky.

## La famille Jackson

### Sheila Jackson
- Interprété par Joan Cusack (saison 1-5) (VF : Michèle Brulé)

C'est une voisine, agoraphobe atteinte de germaphobie. Bien qu'elle n'arrive pas à quitter sa maison, elle invite Frank chez elle, où il profite de sa pension d'invalidité et de son hospitalité pour vivre chez elle gratuitement. Peu à peu elle arrive à surmonter sa peur et à sortir de chez elle, jusqu'au jour où elle souhaite aller voir Frank à son travail et qu'une roue d'avion s'écrase à quelques centimètres d'elle. Redevenant agoraphobe, la mère de Frank (Peg Gallagher) vient habiter chez elle jusqu'à ce que Sheila la tue par asphyxie (suivant la volonté de Peg). Sheila ouvre alors un hospice dans sa maison. Lorsque sa fille accouche d'un bébé trisomique et part de la maison, elle decide d'élever le bébé avec le petit ami de cette dernière. Karen revient quelque temps plus tard et découvre la situation. Elle sera renversée par une voiture et réduite au statut de legume, ce qui conduira Jody à amener maman et bébé dans un centre. Sheila passé alors beaucoup de temps chez les Gallagher, à s'occuper. Persuadée que Franck va mourir, elle decide de l'épouser. Mais la fille aînée de Franck prend beaucoup de place dans sa vie et Sheila ne la supporte plus. Finalement, ils se marient et une fois soigné, Franck aménage chez Sheila et confectionne de la bière dans son sous-sol. Sammy et Chucky finissent par s'installer eux aussi chez Sheila et font payer Franck pour leur rejet.

### Karen Jackson
- Interprété par Laura Slade Wiggins (saison 1 et 2, puis récurrente dans la saison 3) (VF : Marie Nonnenmacher)

C'est une étudiante que Lip aide lors de tutorat chez elle. Elle rembourse Lip en lui procurant des services sexuels, et petit à petit ils deviennent amoureux. Sa mère est agoraphobe et son père, chauffeur de bus, se suicide à la fin de la saison 1 lorsqu'il découvre l'attitude de sa fille. Karen n'est pas touchée par la mort de son père. Elle continue sa relation avec Lip, mais se trouve en parallèle un autre petit ami, Jody, qui la demande en mariage. Enceinte au cours de la saison 2, elle laisse planer le doute sur la paternité du bébé, qu'elle ne veut pas. Elle cherche donc une famille susceptible d'acheter son enfant pour l'adopter. À la fin de la saison 2, elle donne naissance à un bébé atteint du syndrome de Down. Elle s'enfuit de chez elle quand sa mère décide de prendre le bébé et retourne à mi-chemin à travers la saison 3. Lorsque Lip la quitte, elle délire et n'accepte pas la rupture. Elle fait souvent des sous-entendus sexuels, à en rendre folle la nouvelle copine de Lip, Mandy. Cette dernière, sous un accès de colère, renverse violemment Karen, qui se retrouve à l'hôpital. Lorsqu'elle sort du coma, Karen n'arrive pas à créer de nouveaux souvenirs, et devient très différente de celle qu'elle était avant. À la fin de la saison 3, Jody décide d'emmener Karen ainsi que son bébé dans un endroit réputé pour la médecine douce, dans l'optique de guérir Karen.

### Eddie Jackson
- Interprété par Joel Murray (saison 1 (VF : Jerome Wiggins)

Eddie est le mari de Sheila et le père de Karen Jackson. Il devient fou quand il surprend sa fille sous la table en train d'offrir une fellation à Ian alors qu'ils sont là pour le tutorat. Il semble très croyant et rejette sa fille quand il apprend qu'elle n'est plus vierge. Il quitte le domicile familial un moment. Quand il revient, Franck a pris possession des lieux. Pour autant il essaie de se rapprocher de sa fille en lui proposant une nouvelle virginité, lui disant qu'une voiture l'attend à la clé. Lors des réunions, on demande à Karen de révéler tous ses péchés. Quand elle en fait la liste (qui est très longue), son père devient fou et l'insulte de « putain » devant tous ceux qui sont présents.
Par la suite, sa fille le vit très mal au point de lui envoyer une vidéo d'elle en train de coucher avec Frank, qu'elle a postée sur les réseaux sociaux. Quand la vidéo fait le tour de la ville, il part à la pêche, accroche un parpaing à ses chevilles et saute dans l'eau gelé.
Son corps est retrouvé dans la saison deux et tout le monde pense que c'est Frank qui l'a fait.

## La famille Milkovich

### Terry Milkovich
- Interprété par Dennis Cockrum (saison 1-4 ; 9 ; 11) (VF : Éric Peter)

Terry est le patriarche de la famille Milkovich. Les deux enfants principaux dans la série sont Mikhailo « Mickey » et Mandy. Terry est considéré comme un homme redouté et respecté dans le quartier. Il fait de nombreux séjours en prison et n'hésite pas à tabasser son enfant lorsqu'il apprend qu'il est homosexuel. Il a aussi violé sa fille et s'en est pris à Ian lorsque Mandy est tombée enceinte, ne voulant pas accepter la vérité.
Dans l'épisode 4 de la saison 9, on apprend qu'il est sorti de prison depuis 2 semaines.
Dans la saison 10, il devient le voisin des Gallagher qui essaient de se débarrasser de lui. Il devient paralysé quand il se prend la balle que Liam a tiré en l'air et qui en redescendant le touche.

### Mikhailo «Mickey» Milkovich
- Interprété par Noel Fisher (saison 3-5, 9 - présent, récurrent dans la saison 1 et 2 puis invité dans la saison 6, 7 et 9) (VF : Benjamin Gasquet)

Mickey est un des quatre enfants de Terry et le grand frère de Mandy. Il couche avec Ian dans la première saison mais refuse son homosexualité. Ils vivent cependant tous les deux une aventure secrète jusqu'à la fin de la quatrième saison, un peu intermittence par les séjours en prison de Mickey. Quand ils se font surprendre par le père de Mickey, il le force à avoir une relation sexuelle avec une travailleuse du sexe, Svetlana, sous la menace d'une arme et devant Ian. Svetlana tombe enceinte et il est contraint de l'épouser.
Ian veut l'empêcher de l'épouser, ils couchent ensemble mais il épouse quand même Svetlana, contraint par son père. Il continue à cacher son homosexualité jusqu'à la saison 5. Alors que le père de Mickey repart en prison, Mickey et Ian reprennent leur relation, il loge chez les Gallagher ce qui ne plait pas à Svetlana.
Le père de Mickey doit ressortir de prison pour le bapteme de son petit fils, Yevgeny. Svetlana met alors la pression sur Mikey pour qu'il quitte Ian et revienne à la maison. Sous la pression de Svetlana et étant sur le point de perdre Ian, il avoue au bar et notamment devant son père qu'il est homosexuel. S'ensuit une bagarre, le père de Mickey retourne en prison. Désormais, il poursuit sa vie amoureuse avec Ian mais rapidement ça dégénère. Ian est bipolaire, s'il met du temps à l'accepter, Mickey fini par vouloir emmener Ian consulter mais ce dernier enlève son fils.
Quand Ian est officiellement déclaré bipolaire, leur relation est compliqué mais Mickey ne le lâche pas. Quand la demi-sœur de Ian dénonce Ian à la police militaire pour se venger de l'internement en prison de son fils, Mickey fait avaler de nombreux somnifères à Sammy pour se venger. Mais elle ne respire plus. La croyant morte, lui et Debbie l'enferme dans un conteneur.
Elle revient furieuse à la fin de la saison 5 pour tuer Mickey. Il est alors arrêté pour tentative de meurtre sur Sammi et prend 15 ans. La relation entre Ian et lui semble alors compromise, surtout que Ian veut prendre ses distances.
Dans l'épisode 9 de la saison 7, on apprend qu'il s'est évadée de prison. Il reprend rapidement contact avec Ian, le faisant enlever. Bien que Ian soit dans une relation, ils couchent ensemble. Il demande à Ian de le suivre au Mexique. Dans l'épisode 11, Ian le rejoint et ils prennent la route vers la frontière. Pour pouvoir passer la frontière, ils ont besoin d'argent. Alors que Mickey pense braquer un bar, puis une banque, Ian retire toute ses économies. Au dernier moment, Ian décide de ne pas partir, laissant ses économies à Mickey.
Dans le dernier épisode de la saison 10, Ian et Mickey se marient alors même que son père fait tout pour empêcher le mariage.
Dans la saison 11, Mickey et Ian se disputent beaucoup chacun cherchant sa place et notamment parce que Mickey ne cherche pas de travail (légal).

### Mandy Milkovich
- Interprété par Jane Levy (saison 1) puis Emma Greenwell (saison 3 et 4, récurrente dans la saison 2 et 5, invité dans la saison 6) (VF : Alice Taurand)

Mandy est la fille de Terry Milkovich et la sœur de Mickey. Elle drague Ian mais il rejette ses avances, furieuse elle prétend à ses frères qu'ils ont couché ensemble. Les frères Milkovich veulent s'en prendre à Ian. Pour sauver sa peau, il est obligé d'avouer à Mandy qu'il est gay et que c'est pour ça qu'il a rejeté ses avances. Elle propose alors de lui servir de couverture, parce qu'être gay dans leur quartier est dangereux. Elle devient au fur et à mesure sa meilleure amie.
Elle fréquente alors le frère de Ian, Lip. Petit à petit, elle devient sa petite-amie. Elle pousse Lip à intégrer la fac, remplissant les dossiers d'inscription pour lui. Lorsque le premier amour de Lip, Karen refait surface et prend beaucoup de place, elle devient très jalouse d'autant que Karen en rajoute en faisant planer le doute sur sa réelle relation avec Lip. Prise de rage, elle prend une voiture et fonce sur Karen, endommageant son cerveau à vie. Lip va alors la quitter et intégrer la fac. Mais lorsqu'il perd pied, il retourne voir Mandy alors même qu'elle a un nouveau copain.
Quand son copain apprend qu'elle a couché avec Lip, il bat Mandy et pourchasse Lip. Elle finit par retourner avec son petit ami par pression. À la fin de la saison 5, elle quitte la ville avec lui.
Elle réapparaît le temps d'un épisode dans la saison 6, on apprend qu'elle est désormais escorte.

### Sandy Milkovich
- Interprété par Elise Eberle (saison 10 - présent)

Sandy est une cousine de Mickey et Mandy Milkovich. Elle apparait à partir de la saison 10. Elle est lesbienne, ce qui n'est pas accepté par sa famille. Elle est la petite amie de Debbie. Elle travaille dans un club de strip en tant que barman et livreuse d'une épicerie. Elle est mariée.

## La famille Slott

### Queenie Slott
- Interprété par Sherilyn Fenn (saison 6) (VF : Virginie Méry)

Queenie est une ancienne petite-amie de Frank et la mère de Samantha « Sammi » qu'elle eut avec celui-ci. Elle vit dans une petite communauté dans un village reculé où elle emmène Debbie afin de la préparer à avoir son enfant.

### Samantha «Sammi» Slott
- Interprété par Emily Bergl (saison 5, récurrente dans la saison 4) (VF : Karine Texier)

Sammi est la fille de Queenie et Frank. On la découvre dans la quatrième saison lorsque Frank décide de reprendre contact avec elle pour avoir un nouveau foie et ce, sans lui dire qu'il est son père. Elle eut également un garçon, Charles « Chuckie ». Elle dénonce Ian aux autorités militaires dans la cinquième saison pour se venger des Gallagher lorsque son fils est placé en détention juvénile avec Carl. Elle est emprisonnée après avoir tiré sur Mickey Milkovich et demande à sa mère de prendre soin de Chuckie durant sa détention.

### Charles «Chuckie» Slott
- Interprété par Kellen Michael (saison 4-6) (VF : Alexandre Nguyen)

Chuckie est l'enfant de Sammi et apparaît pour la première fois dans la quatrième saison. Il fait un séjour en détention juvénile dans la cinquième saison à cause de Carl. Queenie vient le récupérer pour l'emmener au sein de sa communauté dans la sixième saison.

## Autres personnages

### Steve Wilton/Jimmy Lishman
- Interprété par Justin Chatwin (saison 1-3 puis invité dans la saison 4 et 5) (VF : Franck Lorrain)

C'est un jeune homme que Fiona rencontre à la sortie d'une boîte. Ils entament une relation passionnelle. Il possède des choses chères et jette l'argent par les fenêtres, ce que Fiona trouve rebutant, jusqu'à ce qu'elle découvre finalement qu'il vole des voitures pour gagner sa vie. Plus tard elle apprendra que son vrai nom est Jimmy, et qu'il vient d'une famille très riche. Ils vont avoir une relation en dent de scie malgré l'amour qu'ils se portent. Après plusieurs séparations, ils se retrouvent et Fiona découvre qu'il est marié à une Brésilienne mais uniquement par arrangement avec le père de cette dernière pour lui faire obtenir la carte verte. Le couple ne s'aimant pas, Jimmy va retourner avec Fiona tout en lui cachant qu'il doit toujours officiellement vivre avec Stefania et accourir chez elle dès qu'elle a besoin de lui. Lorsque Fiona se retrouve tutrice de ses frères et sœurs, Jimmy décide de reprendre sa vie en main pour l'y aider et envisage de reprendre ses études de médecine. Mais lorsqu'il manque à sa mission de protection envers Stefania, son père le fait capturer et Jimmy disparaîtra du jour au lendemain. À partir de la saison 4 il ne sera plus régulier, mais apparaîtra dans seulement quelques épisodes, puisque l'acteur quitte la série

### Tommy
- Interprété par Michael Patrick McGill (saison 1 - présent) (VF : Jean-François Aupied)

Tommy est un des habitués de l'alibi room et il travaille sur les chantiers, il a aidé Lip à travailler pendant les vacances lorsqu'il était a la fac

### Kermit
- Interprété par Jim Hoffmaster (saison 1 - présent) (VF : Michel Ruhl)

Kermit est un des habitués de l'alibi room. Dans la première saison Frank le nomme comme étant son meilleur ami.
Kermit a eu une relation sexuelle avec Frank dans la première saison et une avec Tommy dans la dernière saison. Il était fiancé mais nous ne saurons rien sur sa compagne mis à part qu'elle ne veut pas de Frank chez eux.
Il est celui qui officie la cérémonie de mariage entre Frank et Sheila avant que Frank reçoive un nouveau foie.

### Tony Markovich
- Interprété par Tyler Jacob Moore (saison 1, invité dans les saisons 2,3,4 et 6) (VF : Sébastien Finck)

Tony est un policier et un ami d'enfance de Fiona. Il a le béguin pour elle depuis aussi loin qu'il s'en souvient et couche avec elle à l'intérieur de sa voiture de fonction devant une école où ils sont surpris par des enfants et une enseignante. Il accepte de récupérer la maison que Steve a achetée en échange de le laisser partir après avoir découvert ses petits trafics. Dans la sixième saison, on apprend qu'il est devenu homosexuel lors d'un match entre les pompiers homosexuels et les policiers homosexuels auquel Ian a été invité.

### Esther
- Interprété par Madison Davenport (saison 1 - saison 2) (VF : Jessica Monceau)

Elle est l'enfant envoyée en famille d'accueil chez Kevin et Veronica. Elle a été placée après avoir été trouvé dans un secte où elle était la femme no  X d'un veille homme. À 13 ans, elle a déjà un enfant. Elle s'entiche un jeune, papa également. Quand son "mari" meurt en prison, elle s'enfuit avec son enfant après avoir vendu la drogue que Kevin avait enterrée dans son jardin.

### Jody Silverman
- Interprété par Zach McGowan (saison 3, récurrent dans la saison 2) (VF : Fabrice Fara)

Jody est le petit copain de Karen Jackson (puis son mari) dans la deuxième saison. karen ne le supportant plus, elle le met dehors (il campe dans la rue), et devient rapidement  le petit ami de Sheila avec laquelle il s occupera du bébé trisomique que Karen a abandonné.  Il est comme Sheila, un sexomane et participe à un groupe des sexoliques anonymes. Il s'en va avec Karen à la fin de la troisième saison à la suite de son accident.

### Svetlana Yevgenivna
- Interprété par Isidora Goreshter (saisons 7-8, récurrente dans les saisons 4-6, invitée saison 3) (VF : Anne Kreis)

Svet est une prostituée russe que le père homophobe de Mickey engage pour « extraire de lui son homosexualité ». Elle tombe ensuite enceinte et toujours sous la demande du père de Mickey, elle l'épouse. Le couple ne s'aime pas mais donne un temps l'illusion d'une famille. Elle connaît les penchants de son mari pour les hommes et notamment son amour pour Ian. Mais Mickey sera arrêté et ira en prison. Elle va alors travailler au bar de Kev et Veronica pendant un temps, et grâce à sa ruse et à son intelligence elle va les aider dans les comptes, la gestion, et même leur vie de couple. Petit à petit, une relation à trois va s'instaurer et Svet va aménager avec son fils chez les Ball. Menacée par l'immigration, elle doit épouser un américain pour rester au pays. Kev étant toujours officiellement marié à sa précédente compagne, elle va donc épouser V. Le trio vit alors comme un couple, Svet se partageant au lit entre les 2 amants. Elle prend totalement en charge la gestion du bar. Le couple va finalement découvrir que Svet a profité de leur naïveté pour non pas signer un acte de mariage mais un acte de vente : ils lui ont vendu l'Alibi !
Veve dénonce Svetlana à l'immigration pour retrouver son bar. Quand Svetlana revient, ils ont un temps d'adaptation. Puis ils l'aident à voler le futur mari d'une autre Russe que Svetlana avait fait entrer en Amérique. Elle quitte la série quand elle épouse un vieux riche.

### Mike Pratt
- Interprété par Jake McDorman (saison 4, récurrent dans la saison 3) (VF : Glen Hervé)

C'est le nouveau patron de Fiona à partir de la fin de la saison 3. Il est plutôt timide et représente tout l'inverse des Gallagher et de leur environnement. De par son statut professionnel, il a de l'argent et mène une vie simple. Fiona et lui se mettent en couple pendant plusieurs semaines. Lors d'un diner de famille, il lui présente son frère Robbie, qui est beaucoup plus rock'n'roll. Il découvrira plus tard que Fiona le trompe avec lui. Il rompt immédiatement, mais ira tout de même payer sa caution sur demande de Carl.

### Robbie Pratt
- Interprété par Nick Gehlfuss (saison 4) (VF : Marc Saez)

Robbie est le frère de Mike avec qui Fiona a couché. Il est également responsable de la cocaïne que celle-ci avait dans sa cuisine le soir où Liam a fait une overdose.

### Amanda
- Interprété par Nichole Bloom (saison 4 - saison 6) (VF : Ana Pievic)

Amanda est la petite ami du colocataire de Lip à l'université. Ils auront une relation par la suite. D'ailleurs son père va payer Lip pour qu'ils arrêtent de se voir. Ils ont pas une vraie relation mais pour Amanda c'est sérieux. Quand Lip entretient une relation avec son professeur, elle se venge en publiant sur les réseaux sociaux une photo du professeur dénudé que Lip avait dans son téléphone, entrainant des problèmes pour Lip et pour le professeur.

### Bianca Samson
- Interprété par Bojana Novakovic (saison 5)

Bianca est un médecin atteinte d'un cancer du pancréas stade 3 dont Franck va tomber amoureux. Il va s'enfuir avec elle jusqu'à son décès. Il va mettre du temps à se remettre de sa mort.

### Sean Pierce
- Interprété par Dermot Mulroney (saison 6, invité dans la saison 8) (VF : Luc Bernard)

Il est le gérant de Pasty Pies. Il embauche régulièrement des anciens détenus, en étant un lui-même (il a été dépendant à l'héroïne et a tué un type), dont Fiona. Tous deux se rapproche, surtout à l'occasion des réunions des Narcotiques Anonymes où ils se draguent ouvertement et ils tombent amoureux. Lorsque cette dernière lui propose d'envisager une relation, il refuse, car il est persuadé qu'en la fréquentant intimement, il va retomber dans la drogue. Il désapprouve le mariage éclair de Fiona avec Gus, et lorsqu'ils se séparent, il entame une relation avec la jeune fille. Il aide énormément la famille, et malgré les hauts et la bas de leur relation (il recommence à un moment la drogue, puis promet à Fiona d'arrêter, mais il trouve Will avec une arme à feu appartenant à Carl, et craint de perdre la garde partagée), il finit par demander Fiona en mariage. Cependant, alors que Franck entre par effraction dans le bureau de Sean au Pasty Pies, il découvre que Sean se drogue encore. Franck dévoile cela juste avant la cérémonie de mariage. Fiona est bouleversée, et Sean ne tente pas de s'excuser, il part pour essayer de garder la garde de son fils, car il juge son fils plus important que toute relation. En partant, il laisse à Fiona la direction du restaurant. Il revient au restaurant environ un an après, clean. Il rencontre Fiona qui pense qu'il est revenue pour elle. En réalité, il suit les étapes de sa rehab et lui présente ses excuses pour son comportement tout en lui annonçant qu'il s'est marié. Fiona est folle de rage et le jette dehors. i

### Helene Runyon Robinson
- Interprété par Sasha Alexander (saison 5 et 6, invité dans la saison 7) (VF : Ariane Deviègue)

Helene est le professeur de Lip à la Fac et devient de plus en plus proche de celui-ci. Ils entament une relation bien qu'elle soit mariée : elle est dans un couple libre. Elle couche avec lui à de nombreuses reprises et le comité de l'établissement finit par être au courant de leur relation, révélée par Amanda (l'ex de Lip). Elle commencera à s'éloigner de Lip pour protéger sa carrière alors que celui-ci va s'accrocher, force de sentiments.
On l'aperçoit dans l'épisode 10 de la saison 7 quand Lip complément bourré entre par effraction chez elle.

### Gus Pfender
- Interprété par Steve Kazee (saison 5 et 6) (VF : Nicolas Dangoisen)

Il est membre d'un groupe de rock, il joue de la basse. Il fréquente beaucoup le Pasty Pies avec son groupe, dont le chanteur drague ouvertement Fiona. Il l'invite alors à un concert, comme un rencard, mais Fiona découvre que le chanteur a une copine, et ce dernier essaye de la faire passer pour une amie de Gus. Vexée, Fiona se prend au jeu et embrasse Gus à maintes reprises lors de la soirée. Il la raccompagne, puis lui propose un rencard à son tour. Ils entameront une relation passionnée, et décideront de se marier au bout de quelques jours seulement. Mais lorsque l'ex de Fiona resurgit dans sa vie et qu'elle couche avec lui, Gus est vraiment offensé. Il part en tournée alors que leur relation est plus que fragile. Lorsqu'il revient, Fiona le quitte car elle a des sentiments pour Sean. Il revoie Fiona plus tard car elle lui propose de se rencontrer mais elle veut en réalité lui rendre la bague de fiancée qu'il lui a donné. Il lui donne alors rendez-vous dans un bar où il joue. Il en profiter pour interpréter volontairement une chanson « The F song » très humiliante pour Fiona. Plus tard, lorsqu'elle a besoin de sa signature pour acheter la maison, Gus refuse catégoriquement. Il revient la voir plus tard pour lui demander de divorcer à l'amiable, que chacun garde ses propriétés, mais il veut qu'elle lui rende la bague. Sauf qu'entre-temps, Fiona a vendu la bague à un prêteur sur gage et donc cela engage des procédures plus compliquées pour le divorce. Mais Sean a racheté la bague et la rend à Gus. Gus et Fiona divorcent alors et on ne revoit plus Gus.

### Clyde Youens
- Interprété par Alan Rosenberg (saison 6 - Saison 8) (VF : Geoffroy Thiebaut)

Il est le professeur titulaire de Lip à la fac, dont Lip fait office d'assistant. Il a également un problème d'alcool. Voyant que Lip suit la même dérive que lui, il l'amènera dans un centre de désintox et le lui paiera. À sa sortie, il vient le chercher et se débrouille pour lui trouver un stage, bien qu'il n'ai pas de diplôme. Il se fait incarcérer dans la huitième saison pour sa cinquième conduite en état d'ivresse après être rentré dans une maison avec sa voiture. Alors que Lip allait réussir à le faire innocenter, il se présente ivre au tribunal et la sentence tombe. Lorsqu'il décède d'un AVC en prison, Lip est triste et encore plus quand il a l'impression de n'avoir été qu'un élève parmi tant d'autre pour Clyde Youens.

### Caleb
- Interprété par Jeff Pierre (saison 6 et 7) (VF : Fabien Gravillon)

Il est le petit ami de Ian dans la sixième saison et l'un des pompiers de la ville. Il pousse Ian à faire une formation pour devenir ambulancier. Ian apprend que Caleb est séropositif et Caleb apprend que Ian est bipolaire. Ian rompt avec lui lorsqu'il apprend qu'il couche avec une femme.

### Sierra Morton
- Interprétée par Ruby Modine (saison 7 - saison 8). Employée du Patsi.

Elle est embauchée au Patsi par Fiona. Elle entretient rapidement une liaison avec Lip. Elle a un frère Neil handicapé dont elle doit s'occuper. Elle a une relation tumultueuse avec son ex petit ami, c'est le père de son fils et un drogué. Lip et elle se sépare, puis elle se remet avec son ex mais elle apprend qu'il a mis une autre fille enceinte. Elle a aussi un père en prison pour avoir tué sa mère. Quand il est libéré, elle est paniquée. Lip fait en sorte que son père retourne en prison. Elle dort chez Lip avec son fils.

### Trevor
- Interprété par Elliot Fletcher (saison 7 - saison 8) (VF : Alexandre Nguyen)

Trevor est un homme transgenre et le petit ami de Ian lors de la septième saison. Il rompt avec lui quand il apprend que Mickey et Ian ont eu une aventure. Ian tente de le récupérer dans la huitième saison. Ca progresse mais Ian est accaparé par sa nouvelle popularité de "Jesus Gay", ce que Trévor ne vit pas très bien. Il a peur pour l'avenir du foyer.

### Neil Morton
- Interprété par Zack Pearlman (saison 7 - saison 8) (VF : Jérome Wiggins)

Neil est le frère de Sierra et souffre d'une maladie qui le force toujours à dire ce qu'il pense à haute voix. Il deviendra le fiancé de Debbie lors de la septième saison lorsque celle-ci aura besoin d'un endroit sain pour Franny et un revenu pour subvenir à ses besoins. Il rompt avec elle dans la huitième saison lorsqu'il découvre qu'elle n'est intéressée que par sa maison et son argent.

### Brad
- Interprété par Scott Michael Campbell (saison 7 - présent) (VF : Fred Colas)

Brad est le parrain des alcooliques anonymes de Lip. Il est mécanicien dans un garage à moto et s'accroche à son travail, la nourriture et sa famille pour ne pas replonger dans l'alcoolisme. Il se remet à boire dans la huitième saison et tente de défendre le professeur Youens à la demande de Lip.

### Nessa Chabon
- Interprété par Jessica Szohr (saison 8 - saison 9)

Nessa est locataire dans l'immeuble de Fiona et vit en couple avec sa petite-amie « Mel ». Elle se lit rapidement d'amitié avec Fiona. Elle et sa petite amie tombent enceinte de Ford, un ami qui est donneur de sperme et qui commence à fréquenter Fiona.

### Kassidi
- Interprété par Sammi Hanratty (saison 8 - Saison 9)

Kassidi est une jeune femme qui se trouve dans le "centre" de désintoxication que Carl a aménagé dans le sous sol de la maison Gallagher. Elle devient ensuite la petite amie de Carl. Elle est partout où est Carl. Quand elle s'inquiète du départ de Carl pour l'école militaire, elle propose le mariage pour qu'ils puissent avoir des visites conjugales. Carl lui offre une bague de promesse pour calmer ses inquiétudes mais elle prend ça pour une demande en mariage. Quand Carl lui annonce vouloir attendre, elle met en scène un suicide pour le convaincre que sans lui, elle ne survivra pas. Elle pense que parce qu'ils sont mariés, Carl ne partira plus. Elle devient dingue quand elle comprend que Carl compte y retourner quand même. Elle le menotte au lit.
On la retrouve dans la saison 9, elle campe à côté de l'école militaire pour pouvoir apercevoir Carl lors de ses entrainements.

### Tami Tamietti
- Interprété par Kate Miner (en) (saison 9 - présent)

Tami arrive dans la saison 9, elle rencontre Lip au mariage de sa sœur, Camille et Brad. Elle couche une première fois avec Lip au mariage. Le lendemain, convaincu par Brad, Lip l'invite à sortir mais elle le rejette en critiquant sa manière de faire l'amour et l'appelle "gros bourrin". Ils se croisent de nouveau au baptême de son neveu. Ils vont recoucher ensemble à cette occasion, va s'en suivre une relation suivit. Sa mère est morte du cancer. Dans l'épisode 11, elle annonce à Lip être enceinte. Elle hésite à garder le bébé, Lip lui dit qu'il veut s'investir si elle le garde. Son père lui met la pression pour qu'elle le garde. Elle décide d'avoir le bébé mais pense le faire adopter.
Dans la saison 10, elle met au monde un petit garçon mais elle va subir son accouchement avec beaucoup de complications.

### Ingrid Jones
- Interprété par Katey Sagal (saison 9)

Franck l'a rencontré alors qu'elle entre à l'hôpital pour crise psychotique et profite pour essayer d'obtenir de la vicodins. Elle le convainc de le détacher et s'attaque à lui puis l'embrasse. Franck l'encourage à arrêter son traitement. Elle demande à Franck de féconder ses ovocytes. Les spermatozoides de Franck sont pas utilisables. Il réussit à obtenir le sperme de Carl par des manigances. Ingrid se fait alors inséminer par le sperme de Carl sans qu'aucun des deux ne le sachent. Elle tombe enceinte de 6 mais le médecin l'autorise à ne garder que trois embryons parce que c'est trop dangereux pour elle de tous les garder. Son ex-mari essaie de la faire changer d'avis mais elle refuse. Puis elle se met à douter de Franck. Elle quitte Franck quand il décide de poursuivre un concours au lieu de la suivre quand elle lui demande et décide de garder deux des bébés. Elle part avec son ex-mari.

### Kelly
- Interprété par Jess gabor (Saison 9)

Carl l'a rencontré à un cocktail pour Westpoint qui se déroule chez son père. Ils s'embrassent puis sortent ensemble. Elle est ceinture noire de grav'maga. Avec Carl, ils s'entraînent à l'auto-défense. Elle passe beaucoup de temps avec Carl, notamment pour l'aider à rentrer à Westpoint. Ensuite, elle commence à s'émanciper de son père. Elle se rapproche de Debbie à force de passer du temps chez les Gallagher, ce qui crée des rivalités entre les deux frères et sœurs. Debbie l'embrasse mais elle lui dit ne pas être gay.
Quand elle apprend que Carl veut arrêter l'école et travailler définitivement dans le fast food où il travaille, elle le kidnappe alors qu'il travaille pour l'obliger à retourner à l'école. Elle se remet avec lui à la fin de la saison.